# Сент-Клэр, Уильям
Уильям Сент-Клэр (англ. William St Clair of Roslin; умер в 1778 году) — лучник, игрок в гольф, член клана Синклер и первый великий мастер Великой ложи Шотландии.

## Биография
Уильям Сент-Клэр происходил из древнего клана Синклер, члены которого были феодальными баронами Рослина. У него был интерес к спорту, он был искусным игроком в гольф и метким лучником. Его полномерный портрет висит в часовне «ложи Кэннонгейт-Килуиннинг». Уильям Синклер умер в 1778 году.

## В масонстве
Он был инициирован в братство 18 мая 1736 года, и возвышен 2 июня того же года. Посвящение прошло в ложе «Кэннонгейт-Килуиннинг». В том же 1736 году, в день Св. Андрея Первозванного (30 ноября), Уильям Сент-Клэр был избран первым великим мастером Великой ложи Шотландии. Его избрание состоялось в год основания Великой ложи Шотландии. Должность великого мастера он занимал в течение одного срока, до 1737 года.
Немало дискуссий было по поводу двух старых документов, известных как уставы Синклера, один от 1601 года, другой от 1628 года, в которых сделано заявление, что оперативные масоны Шотландии присвоили семье Синклер честь быть признанными покровителями и защитниками масонства. На встрече в Эдинбурге, в день своего избрания великим мастером, 30 ноября 1736 года, Уильям Сент-Клэр отказался от всех претензий на покровительство и защиту оперативного масонства.